# 韓鍾勛
韓鍾勛，字不挟，直隶常州府武進縣民籍，明朝政治人物。

## 生平
乙巳二月初三日生。天啓四年（1624年）甲子科應天鄉試第七名舉人，崇禎四年（1631年）辛未科会試二十五，三甲八十六名，刑部观政，授湘潭知县。韓鍾勛任湘潭知县时，因氣死上官知府而被罢官。

## 家族
曾祖口口。祖景立，庠生。父弘緒，庠生。女儿是庶吉士鄭鄤的童养媳。